# Bliaut

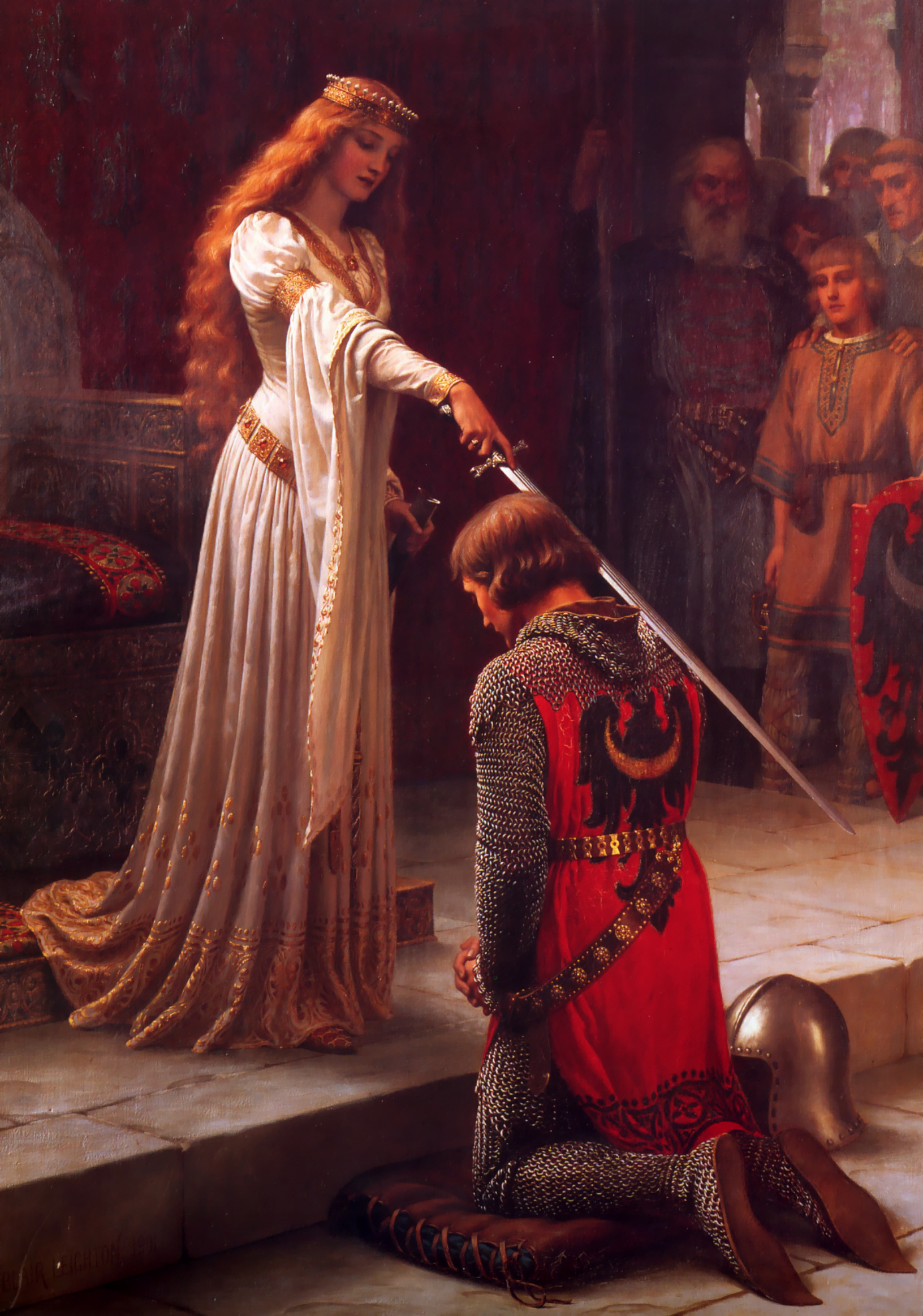
Raffigurazione Vittoriana del bliaut: L'encomio, di Edmund Blair Leighton.

Il bliaut, o bliaud, era un indumento indossato dalle donne europee nel XII secolo, in particolar modo nelle aree di influenza francese.

## Descrizione
Il bliaut consiste di una voluminosa tunica, spesso realizzata in più strati la cui gonna, spesso drappeggiata a pieghe, comincia subito sotto l'addome. Le maniche sono l'elemento che rende il bliaut immediatamente riconoscibile rispetto ad abiti simili indossati dalle donne nel Medioevo. Infatti le maniche sono piuttosto strette ed aderenti dalle spalle sino al gomito, per poi allargarsi fino a raggiungere il suolo.
Il bliaut era anche un abito maschile, anche se differiva dalla sua controparte femminile per la lunghezza (arrivava alle ginocchia) e per le maniche, che si allargavano soltanto ai polsi.

## Esempi
Non sono sopravvissuti modelli originali dei bliaut dell'epoca, pertanto tutte le notizie sull'abito sono state ricavate dalle raffigurazioni che di esso sono state fatte da scultori o pittori. Esempi di questo indumento, e della sua evoluzione, appaiono già nell'arazzo di Bayeux, in cui è rappresentata una figura femminile che indossa un indumento identificabile come un bliaut, ma le cui maniche, lunghissime, sono tipiche di un modello dell'abito sviluppato in tempi successivi alla sua creazione. Nella Cattedrale di Chartres, realizzata in tempi più recenti, una statua raffigurante una figura femminile alla sinistra del portone di sinistra, indossa un bliaut. Fra gli altri dipinti ed oggetti che raffigurano l'abito si può citare anche una miniatura chiamata La scala della virtù, del dodicesimo secolo.

## Materiali
I tessuti più usati nel periodo di maggiore diffusione del bliaut erano la lana, la seta ed il lino, anche se quest'ultimo non era un'opzione consigliabile, perché a differenza degli altri materiali era più difficile da tingere in maniera permanente. Le fonti dell'epoca, infatti documentano un certo gusto delle donne dell'epoca nell'indossare bliaut di colori variopinti.